# Maceda rufimacula
Maceda rufimacula är en fjärilsart som beskrevs av Louis Beethoven Prout 1921. Maceda rufimacula ingår i släktet Maceda och familjen trågspinnare. Inga underarter finns listade i Catalogue of Life.